# 帰崇敬
帰 崇敬（き すうけい、720年 - 799年）は、唐代の儒学者・官僚。字は正礼。本貫は蘇州呉県。

## 経歴
若くして学問につとめ、明経に及第した。父の喪に遭って哀毀することはなはだしく、孝行で知られた。四門助教に任じられた。天宝年間、博通墳典科に及第して、対策第一となり、四門博士に進んだ。左拾遺に任じられ、秘書郎に転じた。至徳元載（756年）、粛宗が霊武で即位すると、崇敬は起居郎・賛善大夫となり、史館修撰を兼ねた。さらに集賢院校理を加えられた。家が貧しく崇敬は外職を求めて、同州長史・潤州長史を歴任した。玄宗の橋陵と粛宗の建陵の2陵墓の儀礼を参掌し、主客員外郎となった。史館修撰を兼ね、膳部郎中に転じた。
崇敬は三代の典礼や両漢の史籍に袴褶の服制はないので廃止するよう上疏して、聞き入れられた。また東都洛陽の太廟に木主を置くのは、武則天のはじめたことで、礼に合わないと諫めた。また術士の巨彭祖が四季に天地を郊祀するよう上疏したが、崇敬はこれに反論した。
大暦2年（767年）、崇敬は倉部郎中に任じられ、御史中丞を兼ね、紫金魚袋を賜り、新羅の景徳王の喪を弔問し、恵恭王を冊立する使節として新羅に赴いた。帰国すると、国子司業に任じられ、集賢院学士を兼ねた。儒官たちとともに『通志』を編纂し、崇敬はそのうちの「礼儀志」を担当した。
崇敬は国学の呼称を改めて、国子監を辟雍省とし、祭酒を太師氏とし、司業を左師と右師とするよう請願した。また経典ごとに博士を置き、従来の博士・助教・直講および直律館助教・直算館助教を廃止するよう求めた。また教授の法や礼部考試の法についても意見した。崇敬の提案は聞き入れられなかった。
ときに国学の胥吏が賄い料を誤り、御史台の取り調べを受けて、崇敬は連座して饒州司馬に左遷された。建中元年（780年）、国子司業に任じられた。ほどなく選抜されて翰林学士となり、左散騎常侍に転じ、銀青光禄大夫の位を加えられた。ほどなく普王李誼の下で元帥参謀を兼ね、光禄大夫の位を加えられ、余姚郡公に封じられた。田悦・李納らが朝廷の命に逆らうと、崇敬は本官のまま、御史大夫を兼ね、持節・宣慰使をつとめた。ほどなく翰林学士のまま、特進・検校戸部尚書を加えられ、工部尚書に転じ、皇太子侍読をつとめた。貞元8年（792年）、老齢のため引退を願い出て、兵部尚書として致仕した。貞元15年（799年）、死去した。享年は80。尚書左僕射の位を追贈された。諡は宣といった。著書に『帰崇敬集』20巻があった。

## 家族
- 曾祖父：帰奥（贈秘書監）
- 祖父：帰楽（贈房州刺史）
- 父：帰待聘（贈秘書監）[1]
- 子：帰登（後嗣）[10][11]

## 伝記資料
- 『旧唐書』巻149 列伝第99
- 『新唐書』巻164 列伝第89